# ویو فورت (سنت لوسیا)
ویو فورت (به لاتین: Vieux Fort) یک منطقهٔ مسکونی در سنت لوسیا است که در بخش ویو فورت واقع شده‌است. ویو فورت ۱۵٬۷۵۰ نفر جمعیت دارد و ۱ متر بالاتر از سطح دریا واقع شده‌است.